# چاندراگوپتا مائوریا

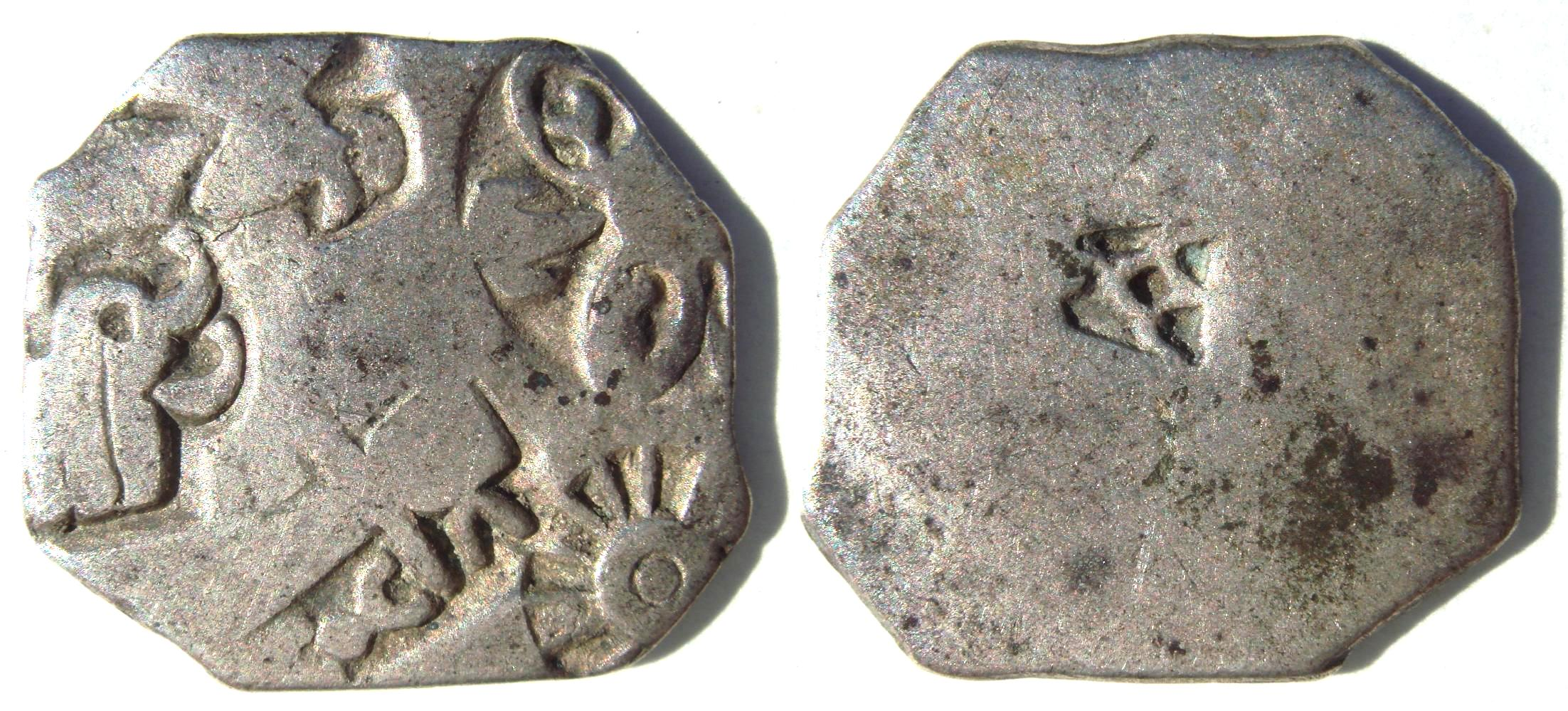
سکهٔ مهر و نشان‌دار امپراتوری مائوریا با نقش‌هایی از فیل و چرخ مربوط به سده ۳ (پیش از میلاد)

چندره‌گوپتا مئوریا (به سانسکریت: चन्द्रगुप्त मौर्य) یا به گونهٔ ساده‌تر چندره‌گوپتا (زاده ۳۵۰ - ۲۹۵ پیش از میلاد) بنیادگذار امپراتوری مئوریا بود. او نخستین یگانه‌کنندهٔ هندوستان بود. در منابع یونانی و لاتین از او به نام سندروکوپتوس(به یونانی: Σανδρόκυπτος) و سندروکوت‌توس (به یونانی: Σανδρόκοττος) نام برده شده‌است.
او جلوی پیشروی سلوکوس یکم را گرفت و به یک فرمانروایی متمرکز در جنوب آسیا سامان داد. 
پسرش بیندوسارا جانشین او شد.